# Staatliche Fachschule für Blumenkunst Weihenstephan

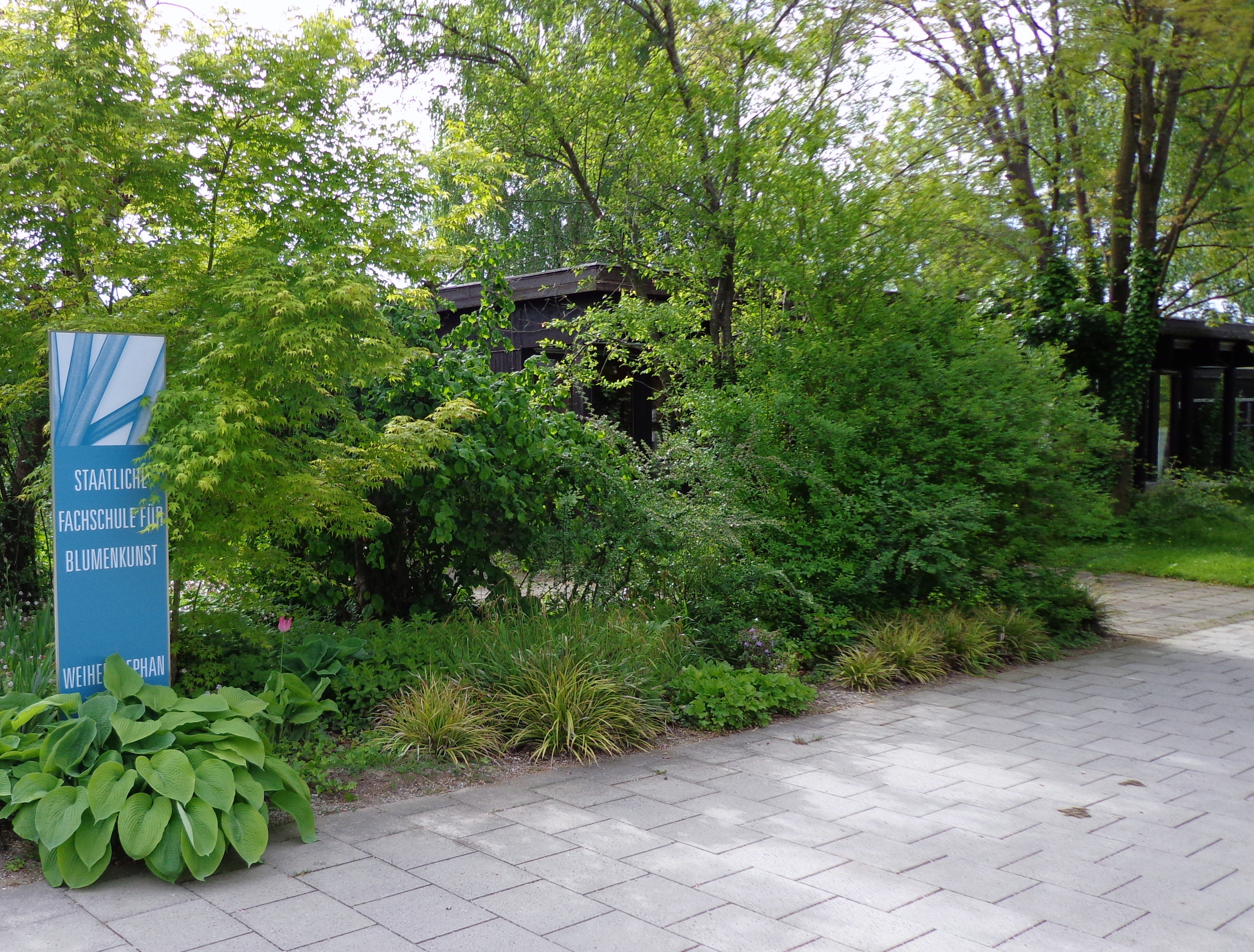
Die Flachbauten der Fachschule für Blumenkunst Weihenstephan liegen etwas versteckt.

Die Staatliche Fachschule für Blumenkunst Weihenstephan ist eine zweijährige Fachschule zur Fortbildung zum Staatlich geprüften Gestalter in Freising. Sie liegt auf dem Campus Freising-Weihenstephan in unmittelbarer Nähe des Sichtungsgartens Weihenstephan.

## Ausbildung
Schwerpunkte der Ausbildung sind: Gestaltung, Betriebswirtschaft, Pflanzenkunde, Marketing, EDV und eine breite allgemeine Bildung. Die Fachschule soll die Schüler befähigen, als Fachkräfte mit beruflicher Erfahrung Aufgaben im mittleren Funktionsbereich zu übernehmen.
Mit dem erfolgreichen Bestehen der Abschlussprüfung wird die Berufsbezeichnung „Staatlich geprüfte Gestalterin“ beziehungsweise „Staatlich geprüfter Gestalter für Blumenkunst“ sowie die Fachschulreife als Mittlerer Bildungsabschluss erworben.
Schüler, die bereits über einen mittleren Bildungsabschluss verfügen, können durch Ergänzungsprüfungen die Fachhochschulreife erwerben, wodurch sie zum Studium an einer Fachhochschule berechtigt sind.

## Voraussetzungen
Die Aufnahme an die Staatliche Fachschule für Blumenkunst ist möglich mit:
- einer abgeschlossenen Berufsausbildung zum Floristen (IHK-Prüfung) und einer anschließenden beruflichen Tätigkeit als Florist von mindestens einem Jahr

oder
- einer für die Ausbildungsrichtung einschlägigen beruflichen Tätigkeit von mindestens sieben Jahren (floristische Tätigkeiten ohne Abschlussprüfung Florist).

Neu ist, dass man mit erfolgreich abgeschlossener Prüfung zum Florist-Meister in das zweite Jahr der Staatlichen Fachschule für Blumenkunst Weihenstephan aufgenommen werden und sich zum „Staatlich geprüften Gestalter für Blumenkunst“ fortbilden kann.

## 60-jähriges Jubiläum 2010
Im Jahr 1950 begann der erste Höhere Lehrgang für Blumenkunst Weihenstephan an der früheren „Staatlichen Lehr- und Forschungsanstalt für Gartenbau Weihenstephan“. Diese ist heute in die Hochschule Weihenstephan-Triesdorf integriert und heißt seit 2003 „Forschungsanstalt für Gartenbau Weihenstephan“. Moritz Evers nahm damals seine Lehrtätigkeit als Kursleiter auf. Nach und nach entwickelte sich der Lehrgang zu einer zweijährigen Aufstiegsfortbildung in Vollzeitform mit Schwerpunkten im gestalterisch-künstlerischen, kaufmännisch-betriebswirtschaftlichem, botanisch-pflanzenkundlichem und Kommunikation-Management-Bereich.